# ماتسوئویاما (استان گیفو)

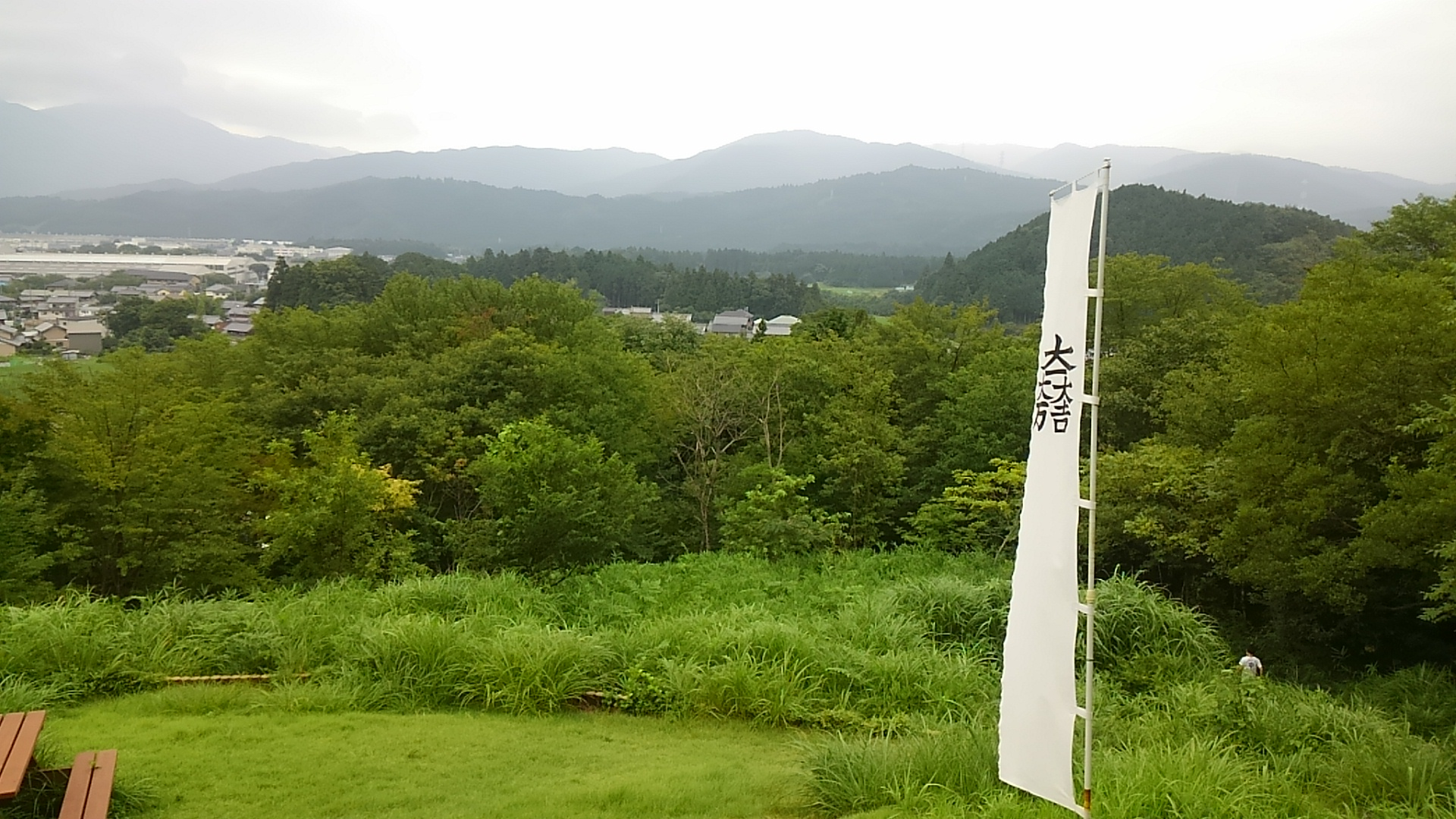
ماتسوئویاما از فراز زاویه دید ساسائویاما

ماتسوئویاما (به ژاپنی: 松尾山) یک تپه به ارتفاع ۲۹۲ متر است که در استان گیفو، شهر سکیگاهارا، گیفو در ژاپن واقع شده است.
در نبرد سکیگاهارا ۱۶۰۰ نیروهای کوبایاکاوا هیده‌آکی در بالای این تپه مستقر شده بودند.